# Storuven
Storuven är en sjö i Hudiksvalls kommun i Hälsingland och ingår i Delångersåns huvudavrinningsområde. Sjön har en area på 0,066 kvadratkilometer och ligger 226,4 meter över havet. Sjön avvattnas av vattendraget Uvbäcken.

## Delavrinningsområde
Storuven ingår i det delavrinningsområde (686797-153846) som SMHI kallar för Mynnar i Delångersån. Medelhöjden är 165 meter över havet och ytan är 8,02 kvadratkilometer. Det finns inga avrinningsområden uppströms utan avrinningsområdet är högsta punkten. Uvbäcken som avvattnar avrinningsområdet har biflödesordning 2, vilket innebär att vattnet flödar genom totalt 2 vattendrag innan det når havet efter 57 kilometer. Avrinningsområdet består mestadels av skog (81 procent) och jordbruk (12 procent). Avrinningsområdet har 0,14 kvadratkilometer vattenytor vilket ger det en sjöprocent på 1,7 procent.